# Мого
Мого (Moho) — рід горобцеподібних птахів вимерлої родини Mohoidae. Містить 4 види.

## Поширення
Мого були ендеміками Гавайських островів. Вимерли у XVIII—XX століттях. Останнім вимер у 1987 році мого алакайський.

## Види
- Оагу (Moho apicalis)
- Мого великий (Moho bishopi)
- Мого алакайський (Moho braccatus)
- Мого гірський (Moho nobilis)